# Parapropacris graueri
Parapropacris graueri är en insektsart som först beskrevs av Sjöstedt 1929.  Parapropacris graueri ingår i släktet Parapropacris och familjen gräshoppor. Inga underarter finns listade i Catalogue of Life.